# Cargo (film 2013)
Cargo è un cortometraggio del 2013 diretto da Ben Howling e Yolanda Ramke.
Andy Rodoreda interpreta un padre che deve proteggere la sua giovane figlia (Ruth Venn) durante un'apocalisse zombi.

## Trama
Dopo essersi svegliato dallo svenimento causato da un incidente d'auto, Andy scopre che sua moglie, seduta a fianco a lui, è morta e si è trasformata in uno zombie. Esce dal veicolo, prende la sua figlia piccola dal sedile posteriore e si rende conto che sua moglie l'aveva morso precedentemente mentre era incosciente. Sapendo di non avere molto tempo prima che diventi uno zombie, mette la bambina in un marsupio, lega le sue mani ad un palo e attacca delle interiora alla fine del palo. Dopo ore di camminata incessante collassa a terra e resuscita sotto forma di zombie (lo si può notare quando ai suoni emessi dalla piccola nascosta dalla sua vista si vedano gli occhi privi di vita) e attratto dalle interiora, inizia a camminare, proseguendo il suo viaggio.
Dopo aver camminato ore e ore arrivato in un punto del bosco in cui era allo scoperto viene avvistato da dei sopravvissuti che si apprestano ad abbatterlo.
Andy zombie cade a terra e si avvicinano due uomini e una donna. Gli uomini controllano solamente se lo zombie sia stato abbattuto e fanno cenno ad un cecchino (probabilmente un altro sopravvissuto) che è tutto a posto.
I due si apprestano ad andarsene mentre la ragazza si avvicina al corpo notando le scritte sul corpo dello zombie e osservando il palo con le interiora legate davanti come un animale da soma. Quando anch'essa si appresta ad andarsene la bambina emette dei lamenti che attirano nuovamente la donna che sorpresa si avvicina di corsa al corpo. Lo sposta e nota che effettivamente c'era la piccola dietro al corpo, cosa che non aveva notato prima dal momento che lo zombie era caduto nascondendo alla vista la piccola creatura.
Sulla pancia scoperta della piccola si legge "my name is Rosie". La donna guarda sorpresa lo zombie e sembra intuire che quell'essere prima era un padre che voleva proteggere la figlia da sé stesso.
Presa la piccola si volta ad osservare i suoi compagni che la guardano.
La scena conclusiva ritrae i ragazzi che scavano una buca (probabilmente per seppellire quel padre eroe) mentre la ragazza accarezza delicatamente la schiena della piccola Rosie e guarda verso l'orizzonte.

## Produzione
Cargo è stato girato per il Tropfest short film festival, dove è arrivato in finale. Dopo la sua uscita è diventato virale ed ha ricevuto milioni di visualizzazioni su YouTube.

## Remake
Cargo è stato ri-sviluppato nell'omonimo film del 2017, con Martin Freeman. Netflix lo ha pubblicato nell'aprile del 2018.